# Debian
Debian ([ˈdɛbiən]), também conhecido como Debian GNU/Linux, é uma distribuição Linux feita de software livre e de código aberto e software proprietário na forma de blobs desenvolvida e mantida oficialmente pelo Projeto Debian, estabelecido por Ian Murdock em 16 de agosto de 1993. Sua primeira versão (0.01) foi lançada em 15 de setembro de 1993, com sua primeira versão estável (1.1) lançada em 17 de junho de 1996.
A ramificação Debian Stable é a edição mais popular para computadores pessoais e servidores. O Debian Stable procura sempre manter os pacotes mais estáveis, e sendo assim, o Gnome e KDE, por exemplo, são mantidos em versões mais antigas do que muitas outras distribuições GNU/Linux usam por padrão. O fato dele conter pacotes mais antigos garante maior estabilidade e faz com que ele seja muito usado para servidores, bem como por usuários que desejam estabilidade em estações de trabalho ou desktops domésticos. O Debian também é a base de muitas outras distribuições que servem para diferentes propósitos, como o Proxmox para servidores, Ubuntu e Linux Mint para desktops, Kali para testes de penetração e Pardus e Astra para uso governamental.
O Debian é um dos sistemas operacionais mais antigos baseados em Linux kernel, e em setembro de 2023, era a segunda distribuição Linux mais antiga ainda em desenvolvimento, perdendo apenas para o Slackware. O projeto é coordenado pela internet por um time de voluntários guiados pelo Líder de Projeto Debian e três documentos fundamentais: o Contrato Social Debian, a Constituição Debian e a Definição Debian de Software Livre. As novas distribuições são atualizadas continuamente, e elas são selecionadas após um período de congelamento.
O projeto recebe, ainda, apoio de outros indivíduos e organizações de todo o mundo. O grupo distribui núcleos Unix-like, como o Debian GNU/kFreeBSD e o Debian GNU/Hurd. O Debian é especialmente conhecido pelo seu sistema de gestão de pacotes, chamado APT, que permite atualizações relativamente fáceis a partir de versões anteriores, a instalação quase sem esforço de novos pacotes e a remoção limpa de pacotes antigos. O projeto Debian é mantido por meio de doações à organização sem fins lucrativos Software in the Public Interest (SPI).
Desde seu início até 2022, o Debian foi desenvolvido abertamente e distribuido sem nenhum custo, de acordo com alguns dos princípios do Projeto GNU. Por isso, o projeto recebeu financiamento da Free Software Foundation de novembro de 1994 até novembro de 1995. Em 16 de julho de 1997, o Projeto Debian fundou a organização sem fins lucrativos Software in the Public Interest para continuar financiando seu desenvolvimento.

## História

### Histórico de versões do Debian
Os codinomes das distribuições Debian são baseados nos nomes de personagens da franquia de filmes Toy Story. O ramo instável do Debian é apelidado de Sid, um personagem que sempre destruía seus brinquedos.

### Desenvolvimento (1993–1998)
O Debian foi criado por Ian Murdock, que inicialmente chamava o sistema de "Debian Linux Release". A distribuição foi anunciada em 16 de agosto de 1993. A palavra "debian" surgiu a partir de uma aglutinação entre o nome de sua então namorada (e futura ex-esposa) Debra Lynn e seu próprio nome. Antes de seu lançamento, a Softlanding Linux System (SLS) foi uma distribuição Linux popular e a base do Slackware. A pouca manutenção e a prevalência de bugs motivaram Murdoch a lançar outra distribuição.
O Debian 0.01, lançado em 15 de setembro de 1993, foi o primeiro de muitas versões internas. A primeira versão lançada ao público foi a 0.90, que ganhou suporte através de listas de discussão hospedadas pela Pixar. A distribuição foi lançada junto com o Manifesto Linux Debian, que descrevia a visão de Murdock sobre o novo sistema operacional. Ele afirmou que sua distribuição era mantida "abertamente pelo espírito da Linux e da GNU".
O Projeto Debian lançou as versões 0.9x entre 1994 e 1995. Durante este tempo, a Free Software Foundation (FSF) financiou o projeto por um ano.  Ian Murdock delegou a base do sistema, os principais pacotes do Debian, para Bruce Perens e mudou seu foco para o crescimento do projeto. As primeiras portas para arquiteturas não-IA-32 surgiram em 1995, e o Debian 1.1 foi lançado em 1996. Uma pessoa importante para a criação do Debian foi Ian Jackson, o gerente de pacotes dpkg.
Em 1996, Bruce Perens assumiu a liderança do projeto. Perens era considerado uma figura controversa, pois ele era autoritário e muito ligado ao Debian. Ele escreveu um contrato social a partir sugestões que surgiram de discussões que duraram um mês sobre o Contrato Social Debian e a Definição Debian de Software Livre. Depois que a FSF retirou seu financiamento após uma discussão sobre softwares livres contra softwares de código aberto, ao invés de tentar renovar as relações, Perens criou uma organização guarda-chuva conhecida como Software in the Public Interest. Ele liderou a mudança do formato de arquivo de a.out para ELF. Ele programou um novo instalador para o Debian e criou o programa BusyBox, permitindo que ele coubesse em apenas um disquete. Até o lançamento do Debian 1.2, havia quase duzentos colaboradores no projeto. Perens saiu do projeto em 1998.
Ian Jackson se tornou o líder em 1998. A segundo porte oficial, m68k, foi introduzida no Debian 2.0. Durante este tempo, surgiu o Debian GNU/Hurd, o segundo porte para um núcleo não-Linux. A primeira Constituição Debian foi ratificada em 2 de dezembro.

### Eleições (1999–2005)
A partir de 1999, o líder do projeto passou a ser escolhido em eleições anuais. A ferramenta de pacote avançada surgiu com o Debian 2.1. O número de aplicantes se tornou tão grande que o projeto precisou criar um sistema de seleção. As primeiras distribuição derivada do Debian, como o Libranet, Corel Linux e Stormix (da Storm Linux), surgiram em 1999. Em 2020, a versão 2.2 foi dedicada a Joel Klecker, um programador que faleceu devido a distrofia muscular de Duchenne. No fim de 2000, o projeto reorganizou o formato de arquivo com novos pacotes e criou a distribuição Testing (teste em inglês), feita de pacotes considerados estáveis que reduziria a falta de distribuições até o próximo lançamento. No mesmo ano, os desenvolvedores começaram a se reunir em uma conferência anual chamada DebConf, que disponibilizava palestras e oficinas para desenvolvedores e usuários técnicos. Em maio de 2001, a empresa Hewlett-Packard anunciou seus planos de basear o seus desenvolvimentos Linux em Debian.
Em julho de 2002, o projeto lançou a versão 3.0, chamada de Woody, o primeiro lançamento que incluia software criptográfico, a licença KDE e internacionalização. Durante estes ciclos de lançamento, o Projeto Debian foi alvo de diversas críticas da comunidade de software livre pelo longo período de espera entre as versões estáveis.
Alguns eventos atrapalharam o andamento do projeto. Os servidores da Debian foram atacado por fogo e hackers enquanto eles trabalhavam na distribuição Sarge. Depois de uma reunião em Vancouver, o gerente de lançamentos Steve Langasek anunciou o plano de reduzir o número de portes suportados para quatro para diminuir o tempo entre os ciclos de lançamento. A reação foi grande, já que a proposta parecia uma ordem imposta e iria danificar o objetivo do Debian de ser "um sistema operacional universal".
Em 20 de outubro de 2004, a foi lançada a primeira versão do Ubuntu, uma distribuição baseada em Debian, chamada de 4.10 Warty Warthog. Já que ela foi distribuida online de graça, o Ubuntu se tornou um dos sistemas operacionais mais populares e bem-sucedidos. De acordo com a Canonical Ltd., a distribuição possuia mais de 40 milhões de usuários. Murdock foi crítico às diferenças entre os pacotes do Ubuntu e do Debian, dizendo que elas levariam a incompatibilidades.

### Sarge e lançamentos recentes (2005–presente)

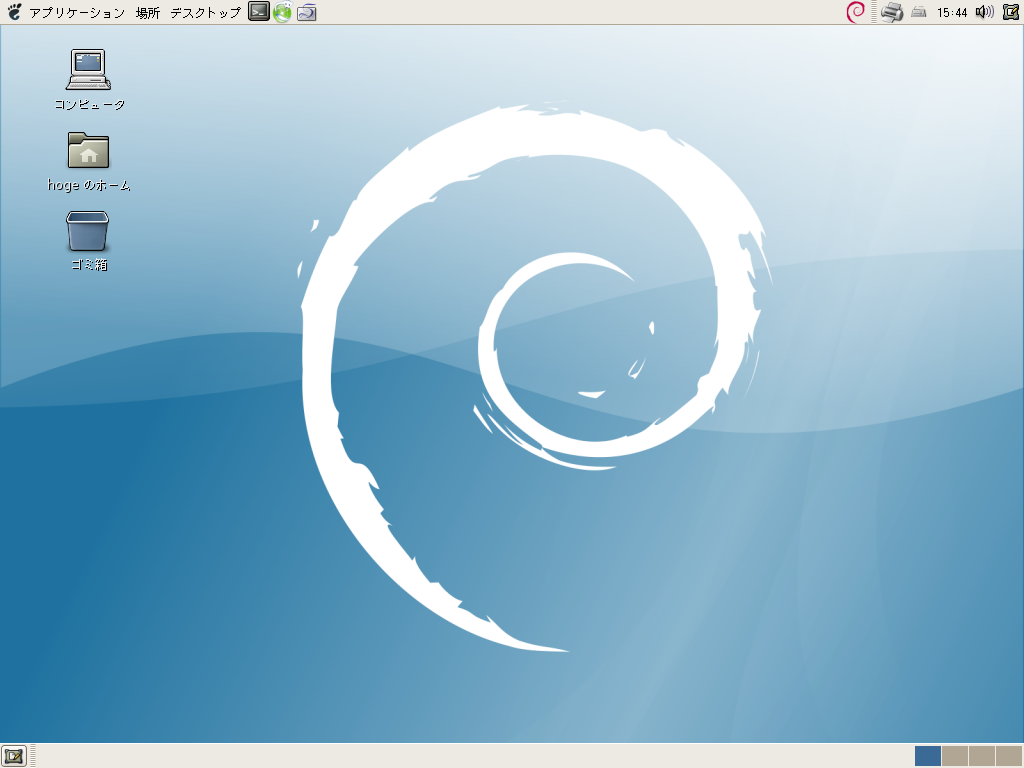
Debian 4 (Etch), 2007.

Em junho de 2005, o Sarge 3.1 foi lançado. Esta atualização atualizou 73% do software, e incluía mais de 9 mil pacotes novos. O Debian-Installer, um novo instalador com um design modular, permitiu a instalação com suporte de RAID, XFS e LVM, melhorando assim a detecção de hardware e simplificando o processo de instalação para novos usuários. O instalador foi traduzido para quase quarenta línguas diferentes. O manual de instalação e notas de lançamento foram traduzidas respectivamente para dez e quinze línguas diferentes. Skolelinux, Debian-Med e Debian-Accessibility aumentaram o número de pacotes educacionais e criaram uma instituição médica para pessoas com deficiência.

Logotipo do Iceweasel.

Em 2006, após uma grande disputa, o software Mozilla alterou sua marca registrada para Debian e realocou Iceweasel e Thunderbird para o cliente Icedove. A Mozilla Corporation afirmou que softwares sem com modificações não aprovadas não seriam distribuídas sob a marca registrada Firefox. Os dois motivos para o Debian ter modificado o software da Firefox foram para alterar trabalhos artísticos não-livres e prover pacotes de segurança. Em fevereiro de 2006, foi anuciado que a Mozilla e o Debian chegaram em um acordo, e o Iceweasel reverteria seu nome para Firefox. Foi antecipado um acordo similar para o Icedove/Thunderbird.
Dunc-Tank, uma experiência de arrecadação de fundos, foi criada para resolver o problema do ciclo de lançamento, e os gerenciadores de versão foram pagos para trabalhar em tempo integral. Em resposta, os desenvolvedores não pagos diminuíram seu ritmo de trabalho e o lançamento seguinte foi atrasado.
Debian 4.0 (Etch) foi lançado em abril de 2007, contendo porte x86-64 e um instalador gráfico.
Debian 5.0 (Lenny) foi lançado em fevereiro de 2009, suportando a plataforma Orion e netbooks como o ASUS Eee PC. O lançamento foi dedicado a Thiemo Seufer, um desenvolvedor que morreu em um acidente de carro.

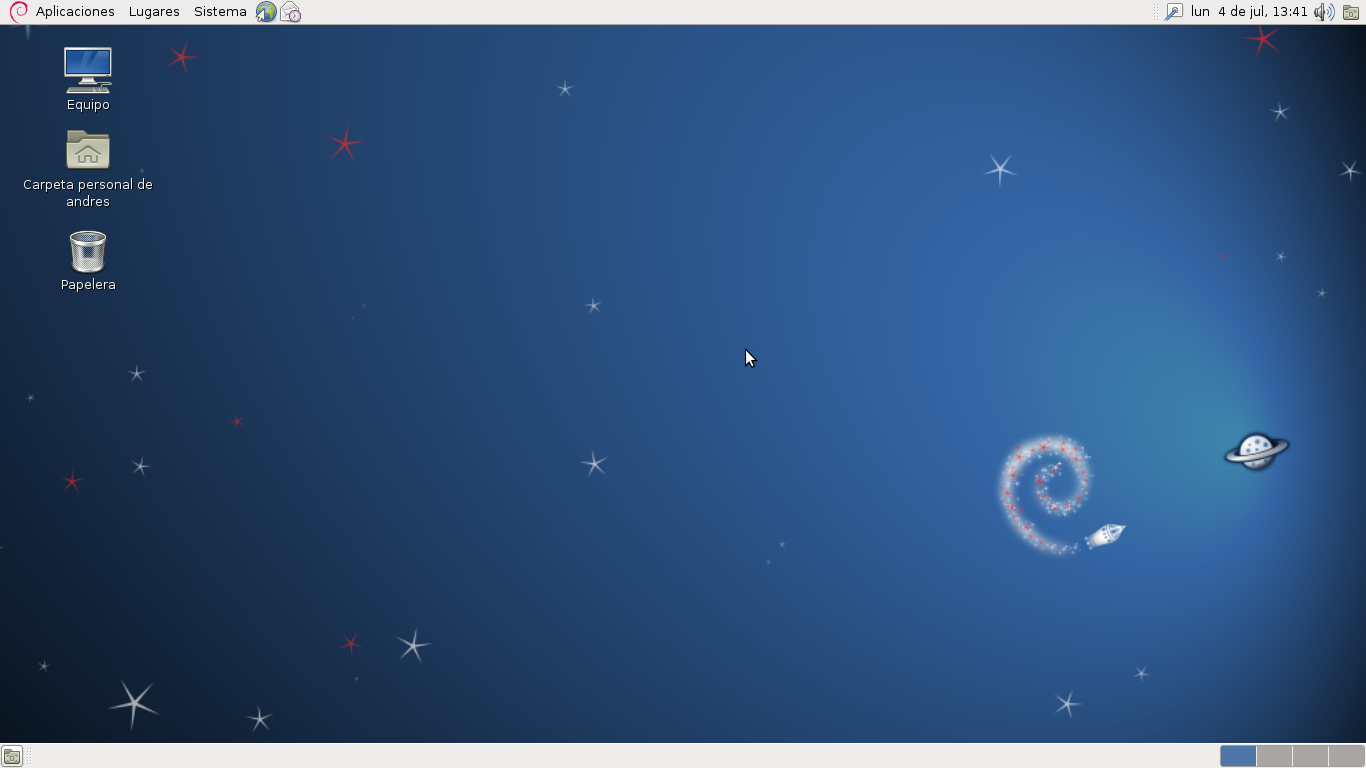
Debian 6 (Squeeze), 2011.

Em julho de 2009, foi anunciado um congelamento de dois anos na política de ciclo de desenvolvimento. Estes congelamentos são feitos para misturar a previsibilidade dos lançamentos com a política do Debian de lançamentos baseados em recursos, e diminuir os congelamentos em longo termo. O ciclo do Debian Squeeze seria especialmente curto, mas a agenda inicial foi abandonada. O sistema de backport foi oficializado em setembro de 2010, provendo assim as versões mais recentes com algum software para a versão estável.
Debian 6.0 (Squeeze) foi lançado em fevereiro de 2011, apresentando o Debian GNU/kFreeBSD como uma amostra tecnologica, juntamente com um sistema de inicialização baseado em dependência e a mudança de firmwares problemáticos para a seção não-livre.
Debian 7.0 (Wheezy) foi lançado em maio de 2013, apresentando suporte multiarch.
Debian 8.0 (Jessie) foi lançado em abril de 2015, usando systemd para o novo sistema init.
Debian 9.0 (Stretch) foi lançado em junho de 2017, com a substituição de iptables por nftables e MySQL por MariaDB, além de suporte para aplicativos Flatpak.
Debian 10.0 (Buster) foi lançado em julho de 2019, adicionando suporte para Secure Boot e habilitando AppArmor como padrão.
Debian 11.0 (Bullseye) foi lançado em agosto de 2021, permitindo persistência no diário do sistema, permitindo o suporte para escaneamento sem a necessidade de drivers e contendo suporte kernel para sistemas de arquivos exFAT.
Debian 12.0 (Bookworm) foi lançado em 10 de junho de 2023, incluindo diversas melhoras e incrementos, melhorando o Linux kernel para a versão 6.1 e alavancando o estilo de arte "emerald". O Debian ainda está em desenvolvimento, e novos pacotes são lançados na versão instável todos os dias.
O Debian costumava a ser lançado em conjuntos muito grandes de CDs para cada uma das arquiteturas, mas com o lançamento do Debian 9 (Stretch) em 2017, muitas das imagens foram abandonadas dos arquivos, apesar de poderem ser compiladas via jigdo.
Durante sua existência, tanto a distribuição quanto seu website ganharam diversos prêmios de diferentes organizações, incluindo Server Distribution of the Year of the Year 2011, The best Linux distro of 2011 e Best of the Net em outubro de 1998.
Em 2 de dezembro de 2015, a Microsoft anunciou que ofereceria Debian GNU/Linux como uma distribuição endossada da plataforma Azure. A Microsoft também adicionou um ambiente de usuário no sistema operacional Windows 10 chamado de Subsistema Windows para Linux, que oferece um submódulo de Debian.

## Características

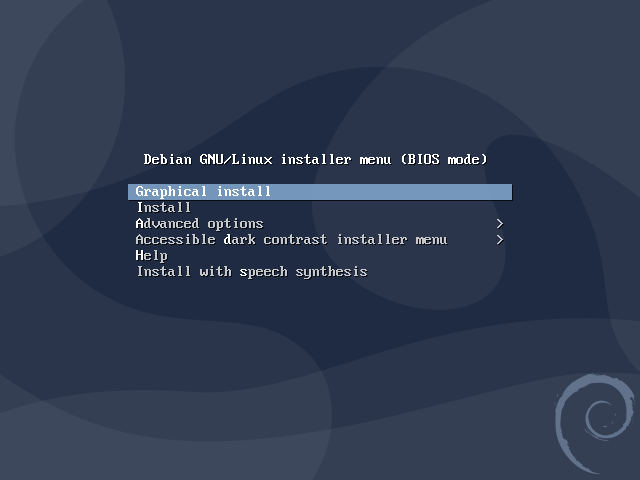
Menu de instalação do Debian 10 (modo BIOS).

Debian tem o acesso a repositórios online que contém mais de 51 mil pacotes. Oficialmente, o Debian contém apenas software livre, mas software não-livre pode ser baixado por um dos repositórios e instalado. O Debian contém programas livres populares, como LibreOffice, o navegador Firefox, o e-mail Evolution, o gravador de CD K3b, VCL Media Player, o editor de imagens GIMP e o visualizador de documentos Evince. O Debian é uma escolha popular para servidores. Por exemplo, como o sistema operacional do conjunto de softwares LAMP.

### Núcleos

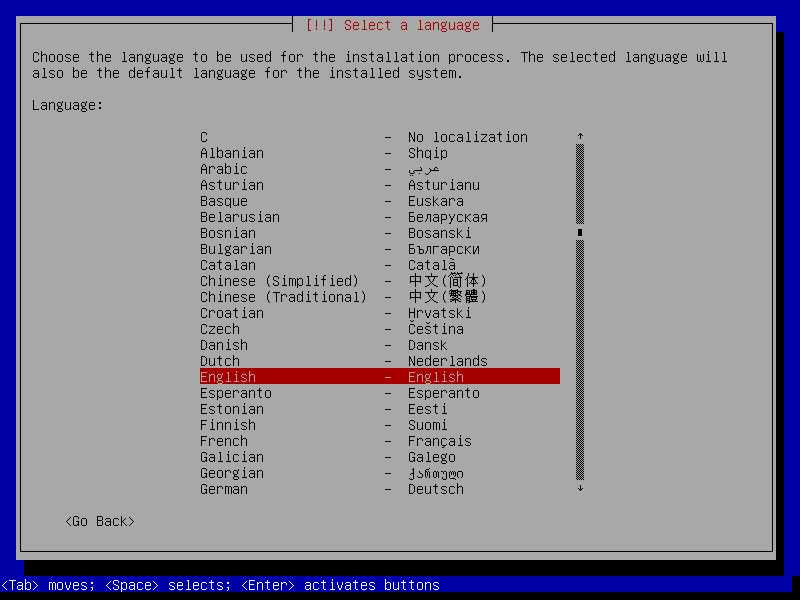
Versão de texto do instalador Debian.

Existem diversos sabores de Linux kernel para cada porte. Por exemplo, o porte i386 possui sabores para PCs IA-32, performando Extensão de Endereço Físico e sistema de tempo real, x86-64 e PCs antigos. Oficialmente, o Linux kernel não utiliza firmware que não possua código-fonte, apesar de ser possível usá-lo com pacotes não-livres e outras mídias de instalação alternativas.

### Ambientes de área de trabalho
Debian oferece imagens de CD e DVD construídas especificamente para Xfce, GNOME, KDE, MATE, Cinnamon, LXDE e LXQt. O suporte MATE foi adicionado em 2014 e Cinnamon foi adicionado junto com o Debian 8.0, Jessie. Também é possível usar gerenciadores de janela menos comuns, como Enlightenment, OpenBox, FluxBox, IceWM, Window Maker e outros.

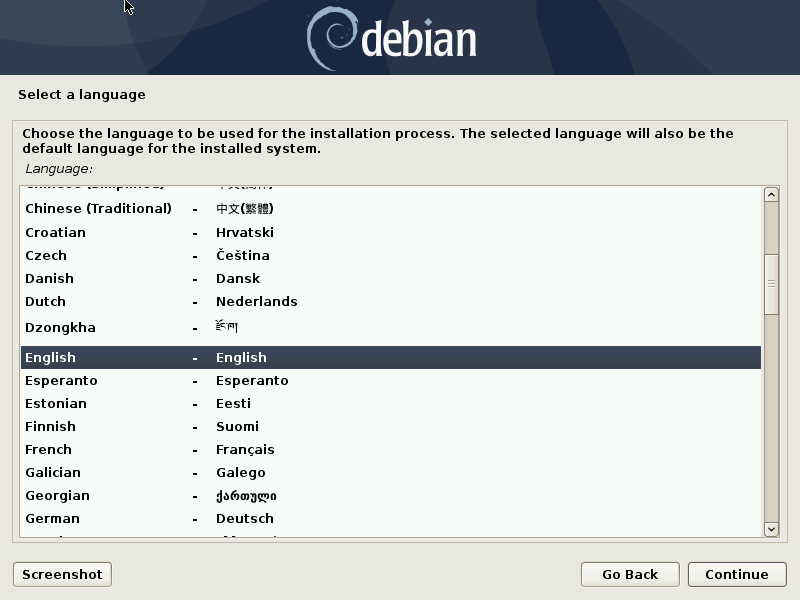
Versão gráfica do instalador Debian.

A área de trabalho padrão da versão 7.0 Wheezy foi temporariamente trocada por Xfce, pois o GNOME 3 não cabia dentro do primeiro CD de instalação. A versão version 8.0 Jessie readotou o Xfce em novembro de 2013 e voltou a usar GNOME em setembro de 2014.

### Localização
Diversas partes do Debian, como descrições de pacotes, mensagens de configuração, documentação e o website oficial, foram traduzidas para diversas línguas que não sejam o inglês americano. O nível da localização do software depende da língua. Há muitas traduções para línguas como o alemão e francês, mas quase nenhuma para grego e salmoano. O instalador do Debian 10 está disponível em 76 línguas.

### Suporte multimídia

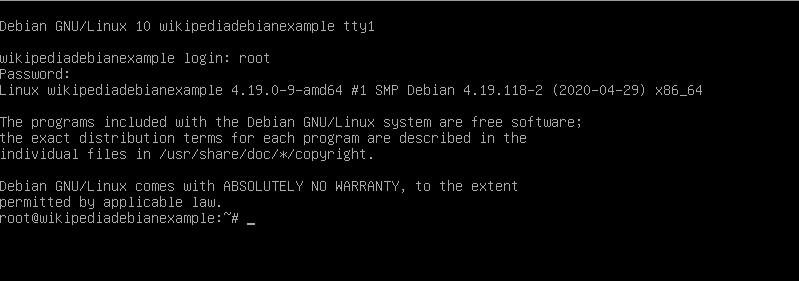
Página de login e mensagem de boas-vindas do Debian 10.

Suporte multimídia foi problemático no Debian, pois os codecs estavam ameaçados por possíveis quebras de direito autoral, falta de código-fonte e licenças restritivas demais. Mesmo que os pacotes com algum problema em sua distribuição pudessem virar não-livres, softwares como libdvdcss não são hospedados pelo Debian.

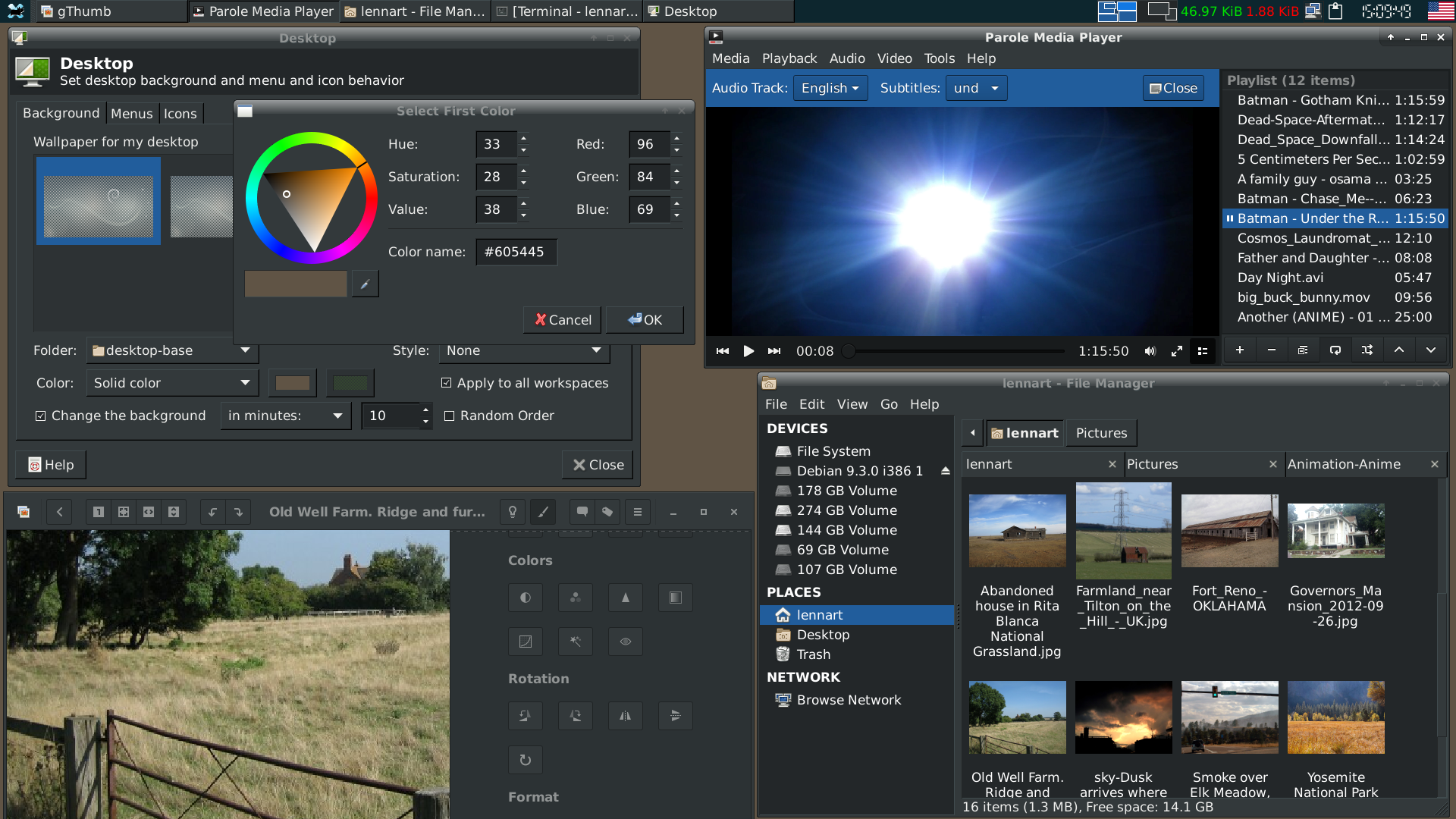
Xfce é o padrão em imagens de CD e portes não-Linux.

Existe um repositório notório, o Debian-multimedia.org, que provia softwares não disponíveis no Debian, como codecs de Windows, libdvdcss e Adobe Flash Player. Apesar de ser mantido por Christian Marillat, um desenvolvedor Debian, o repositório não faz parte do projeto e não está hospedado em um servidor Debian. É provido pacotes que já estão incluídos no Debian, o que interfere com o processo de manutenção oficial. Eventualmente, o líder do projeto, Stefano Zacchiroli, pediu a Marillat que chegassem a um acordo sobre os pacotes ou que parasse de usar o nome "Debian". Marillat escolheu renomear o repositório para deb-multimedia.org. Ele foi tão popular que, após a mudança de nome, foi anunciado pelo blog oficial do projeto Debian.

## Distribuição
Debian oferece imagens de CD e DVD que podem ser baixadas via BitTorrent e jigdo. Também é possível comprar discos físicos. O conjunto completo é feito de diversos discos (o porte amd64 possui 13 DVDs e 84 CDs), mas apenas o primeiro disco é necessário para a instalação, já que o instalador pode resgatar o software de repositórios online.
Debian oferece uma série de métodos de instalação. Uma instalação mínima está disponível através do netinst CD, ponde apenas a base do Debian é instalada, e o software precisa ser adicionado posteriormente através da internet. Também é possível inicializar o instalador através da rede.
O carregador de bootstrap padrão é o GNU GRUB versão 2, apesar do pacote se chamar apenas "grub", e a versão 1 ter sido renomeada para grub-legacy. O nome da versão 2 precisou ser nomeada para grub2, evitando assim confusão com os distros (por exemplo, Fedora Linux).
A área de trabalho padrão pode ser escolhida através do DVD de inicialização e do CD disco especial 1. Entre eles, estão GNOME, KDE Plasma, Xfce e LXDE.
O Debian disponibiliza CDs e DVDs executáveis além de drives de USB, para as arquiteturas IA-32 e x86-64, que contém uma maior quantidade de ambientes de área de trabalho. Estas imagens permitem que os usuários instalem e rodem Debian sem afetar os dados de seu computador. Também é possível fazer uma instalação completa no disco rígido do computador através da imagem executável. Imagens personalizadas podem ser construídas com ferramentas para CDs e USBs, para fins de inicialização de rede. A instalação de imagens é híbrida, e algumas arquiteturas podem ser usadas para criar um USB executável.

## Pacotes

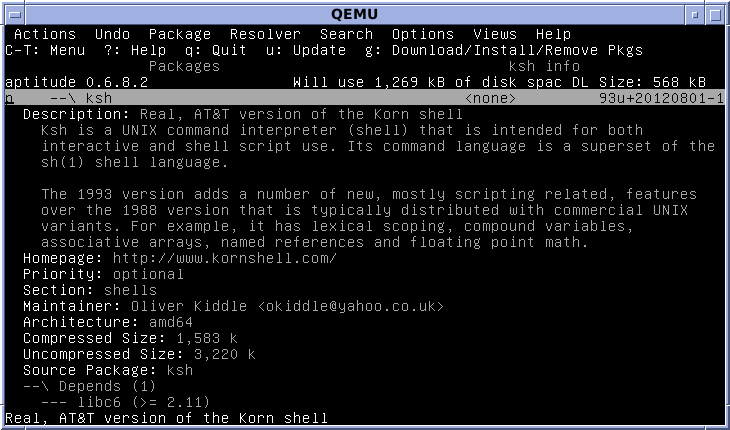
Usando Aptitude para ver os detalhes dos pacotes Debian.

As operações do sistema gestor de pacotes podem ser realizadas com as diferentes ferramentas disponíveis no Debian, desde os comandos mais simples de dpkg até front-end gráfico como o Synaptic. O conjunto de ferramentas padrão do Debian é o apt.
Dkpg provê a infraestrutura de baixo nível para o administrador de pacotes. O banco de dados do dkpg contém uma lista dos softwares instalados no sistema. Não é possível acessar os repositórios através da ferramenta de comando. O comando funciona com arquivos de pacotes .deb e informação do banco de dados.

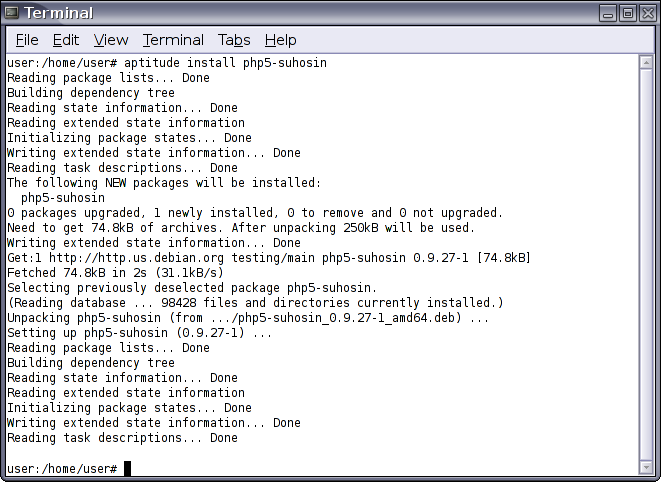
Pacote instalado com Aptitude.

### Ferramentas APT
A ferramenta de pacote avançada (APT em inglês) permite a administração para resgatar e resolver dependências de pacotes dos repositórios Debian. As ferramentas APT compartilham informações de dependência e pacotes armazenados em cache.
- O próprio comando apt foi criado para ser uma interface para o usuário final e disponibiliza algumas opções que são melhores para o uso interativo se comparado com APTs mais especializados, como apt-get e apt-cache.
- apt-get e apt-cache são ferramentas de comando do pacote apt padrão. apt-get instala e remove pacotes, e apt-cache é usado para buscar pacotes e disponibiliza suas informações.[113]

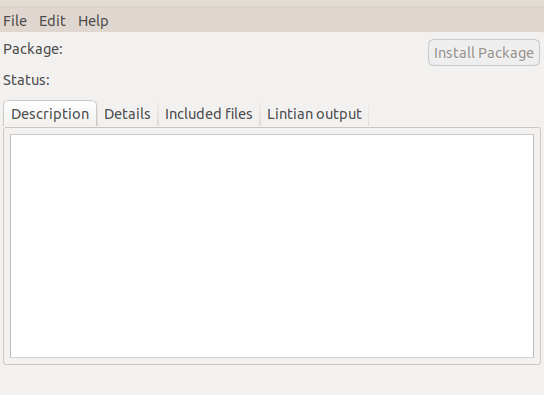
Captura de tela do instalador do GDebi.

- Captura de tela do instalador do GDebi.Aptitude é uma linha de comando que oferece uma interface de base texto. O programa vem com melhoras, como uma busca mais eficiente nos metadados dos pacotes.[113]

### GDebi e outrosfront-ends
GDebi é uma ferramenta APT que pode ser usado como linha de comando ou por interface gráfica. Assim como o comando dpkg, GDebi instala arquivos .deb locais, mas possui acesso a repositórios para resolver dependências. Outas front-ends gráficas para APT são Software Center, Synaptic e Apper.
GNOME Software é um front-end gráfico para o PackageKit, que por sua vez funciona utilizando outros softwares de sistema de pacotes.

### Repositórios
A Definição Debian de Software Livre (DFSG, em inglês) é quem define o que "livre" e "software livre e de código aberto" significam. Normalmente, os pacotes que seguem estas definições, como a GNU General Public License, Licença BSD Modificada e Artistic License, são inclusos na área principal. Caso contrário, são inclusos nas áreas de não-livre e contrib. Estas duas áreas não são distribuídas com as mídias de instalação oficiais, mas podem ser adotadas manualmente.
Não-livre inclui pacotes que não seguem a DFSG, como documentação com seções invariantes, software proprietário e pacotes legalmente questionáveis. Contrib inclui pacotes que não seguem a DFSG mas seguem outros requisitos. Por exemplo, um pacote pode depender de outros pacotes que sejam não-livres ou que dependam de um para sua instalação.
Richard Stallman e a Free Software Foundation criticaram o projeto Debian por hospedar o repositório não-livre. Porém, já que a não-livre e contrib são tão populares, Algumas pessoas ligadas ao Debian, como o ex-líder de projeto Wichert Akkerman, passaram a endossar a ideia. A dissidencia interna do Debian não perdurou. A última votação sobre o assunto aconteceu em 2004, quando foi decidido manter os softwares não-livres.

### Gerenciador de pacotes de distribuições cruzadas
Os gerenciadores de pacotes gráficos (front-end) são as distribuições cruzadas Linux mais populares. Elas estão disponíveis no repositório Debian oficial, mas não são instaladas por padrão. Esses gerenciadores são muito populares com os usuários e desenvolvedores de software, que estão interessados em instalar com segurança as versões mais recentes de aplicativos ou construir um ambiente sandbox.

#### Os quatro gerenciadores de pacotes de distribuições cruzadas mais populares, em ordem alfabética
- AppImage: Implantação de software binário independente de distribuição Linux.
- Flatpak: Software de código aberto com licença LGPL-2.1-or-later, mantido pela organização sem fins monetários Flatpak Team.
- Homebrew: Software de código aberto com BSD 2-Clause License, mantido pelo seu criador Max Howell.
- Snap: Software de código aberto com GNU General Public License, version 3.0 mantido pela Canonical Ltd.

## Ramificações

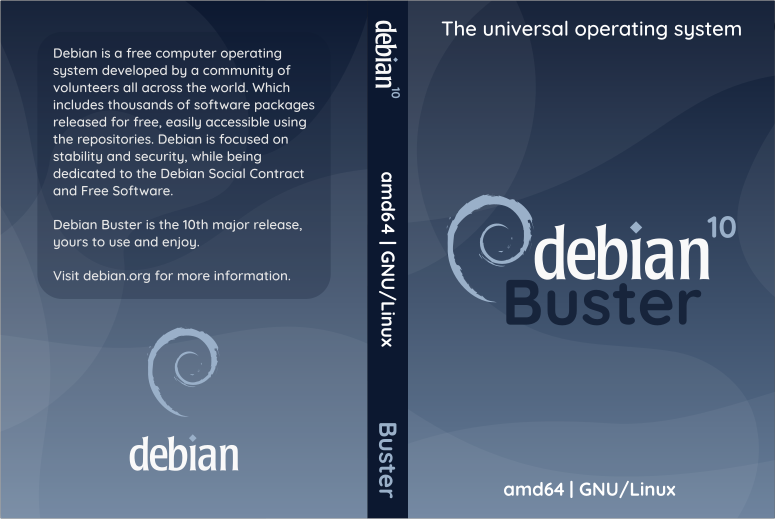
Capa do CD de instalação do Debian 10.0 Buster.

Há três ramificações do Debian (também chamadas de lançamentos, distribuições ou suites) que são mantidas regularmente:
- Stable é a versão atual do Debian, que possui softwares estáveis e que foram testados.[133] A versão é feita ao congelar a produção do testing por alguns meses, onde bugs são consertados e pacotes com muitas falhas são removidos. O sistema resultante é lançado como stable. Ela é atualizada apenas se for incorporado grandes mudanças de segurança ou usabilidade.[121] Esta ramificação possui serviços adicionais de backport, que provê versões mais recentes de alguns softwares.[59] CDs e DVDs stable podem ser encontrados no website oficial Debian.[102] A versão atual do stable é chamada de Bookworm.[132]
- Testing é uma ramificação de pré-visualização que eventualmente se tornará uma versão stable. Os pacotes inclusos passaram por alguns testes na unstable, mas ainda não estão prontos para o lançamento. Seus pacotes são mais novos do que os da stable mas mais velhos do que a unstable. Esta ramificação é atualizada continuadamente até que ela seja congelada.[121] Os CDs e DVDs do testing podem ser encontrados no website oficial Debian.[102] A versão atual do testing é chamada de Trixie.[132]
- Unstable, que sempre é chamada de Cid, é o tronco da ramificação. Os pacotes são aceitos sem checar a distribuição como um todo.[121] Esta ramificação normalmente é mantida por desenvolvedores de software que participam do projeto e precisam dos repositórios mais recentes disponíveis e por aqueles que gostam de usar softwares de ponta.[132] O Debian não provê discos de instalação completos para o Cid, mas sim uma imagem ISO mínima que pode ser usada para a instalação online. Além disso, pode ser instalada a partir de uma atualização do sistema da stable e testing.[134]

Outras ramificações do Debian são:
- Oldstable é a versão anterior da stable.[121] Ela é mantida pelo Time de Segurança Debian até um ano antes do lançamento da nova stable, e desde o lançamento do Debian 6, por mais dois anos através do projeto Suporte a Longo Termo.[135] Eventualmente, a oldstable é movida para o repositório de lançamentos arquivados.[121] Atualmente, a versão oldstable é o Debian 11.
- Oldoldstable é a versão anterior da oldstable, mantida pelo projeto de Suporte a Longo Termo. Eventualmente, ela é movida para o repositório de lançamentos arquivados. A última versão da oldoldstable foi o Debian 10.
- Experimental é uma versão temporária usada para testar softwares altamente experimentais, que provavelmente causarão falhas no sistema. Ela não é uma distribuição completa e suas dependências faltantes são comumente encontradas na unstable, onde os novos softwares que não fazem o sistema cair estão.[121]

O arquivo Snapshot disponibiliza as versões antigas das ramificações. Elas podem ser usadas para a instalação de uma versão específica de um software antigo.

### Numeração
Desde agosto de 2021, stable e oldstable recebem pequenas atualizações chamadas de point releases (lançamentos pontuais). A versão stable é a 11.8 desde 7 de outubro de 2023, e a oldstable é a versão 10.13, desde 10 de setembro de 2022.
A partir do Debian 4.0, o esquema de numeração dos lançamentos pontuais passou a incluir um r de revision (revisão) após o número da versão principal e inserindo em seguida o número do lançamento pontual. Por exemplo, o último lançamento pontual da versão 4.0 é 4.0r9. Este esquema foi adotado pois caso fosse lançado uma nova versão, os usuários pensariam que a versão anterior estaria obsoleta, atrapalhando assim a venda de CDs.
A partir do Debian 5.0, o esquema de numeração mudou novamente, de acordo com o padrão de numeração de versões do GNU. O primeiro lançamento pontual do Debian 5.0 foi o 5.0.1, ao invés do 5.0r1. O esquema do r caiu em desuso, mas os anúncios de lançamentos pontuais incluem uma nota sobre não jogar os CDs fora.

## Logomarca

O logo "Redemoinho" representa a fumaça mágica.

Debian possui duas logomarcas. A logomarca oficial (também conhecida como "logomarca de uso aberto") contém o famoso redemoinho que melhor representa a identidade visual do projeto. Também existe uma logomarca de uso restrito, para o uso exclusivo do projeto e seus membros. Ao se referir ao Debian, deve-se dar preferência à logomarca oficial. A logomarca "redemoinho" do Debian foi criada por Raul Silva em 1999 como parte de um concurso para substituir a logomarca semioficial que estava sendo usada. O vencedor do concurso ganhou um endereço de e-mail @debian.org e um conjunto de CDs de instalação do Debian 2.1 para a arquitetura de sua escolha. Não houve nenhuma declaração oficial do projeto Debian sobre o significado da logomarca, mas no momento da sua eleição, sugeriu-se que representasse a fumaça mágica (fumaça cáustica produzida pela queima de circuitos ou componentes eletrônicos) que faz computadores funcionarem.
Uma teoria sobre a origem da logomarca do Debian é que Buzz Lightyear — o personagem escolhido para o nome do primeiro lançamento do Debian — tem um redemoinho em seu queixo. Stefano Zacchiroli, um dos desenvolvedores da distribuição, também sugeriu que esse redemoinho do personagem tivesse relação com o Debian 1.1. É mais provável que a teoria do Buzz Lightyear esteja certa. Isso porque as versões do Debian possuem nomes de personagens dos filmes de Toy Story. Bruce Perens, o ex-líder do projeto, trabalhava para a Pixar e foi creditado como o engenheiro de ferramentas do estúdio em Toy Story 2 (1999).

## Hardware
Os requerimentos mínimos de hardware são definidos pelas ferramentas de núcleo e GNU. Os requisitos de sistema mínimos recomendados para o Debian dependem do nível de instalação, que correspondem com o número de componentes instalados:
| Tipo                 | Tamanho mínimo de RAM | Velocidade mínima do clock do processador (IA-32) | Capacidade do HD |
| -------------------- | --------------------- | ------------------------------------------------- | ---------------- |
| Não-área de trabalho | 256 MB                |                                                   | 2 GB             |
| Área de trabalho     | 1 GB                  | 1 GHz                                             | 10 GB            |

Os requerimentos reais de memória disponível dependem da arquitetura e podem ser muito menores do que aqueles listados na tabela. É possível instalar o Debian no x86-64 com 170 MB de RAM. O instalador rodará no modo de memória baixa e é recomendado criar uma paginação de memória. O instalador para o z/Architecture requer cerca de 20 MB de RAM, mas depende do hardware da rede. Similarmente, os requerimentos de espaço de disco, que dependem dos pacotes que serão instalados, podem ser reduzidas manualmente ao selecionar apenas os pacotes necessários. A partir de maio de 2019, não existia nenhum Pure Blend que reduziria os requisitos de hardware facilmente.
É possível rodar a interface gráfica de utilizador em sistemas antigos ou low-end, mas a instalação de gerenciadores de janela e ambientes de área de trabalho é recomendada, já que ambientes de desktop usam mais recursos. Requisitos para softwares individuais variam, mas precisam ser considerados juntos com os requisitos do ambiente operacional de base.

### Arquitetura

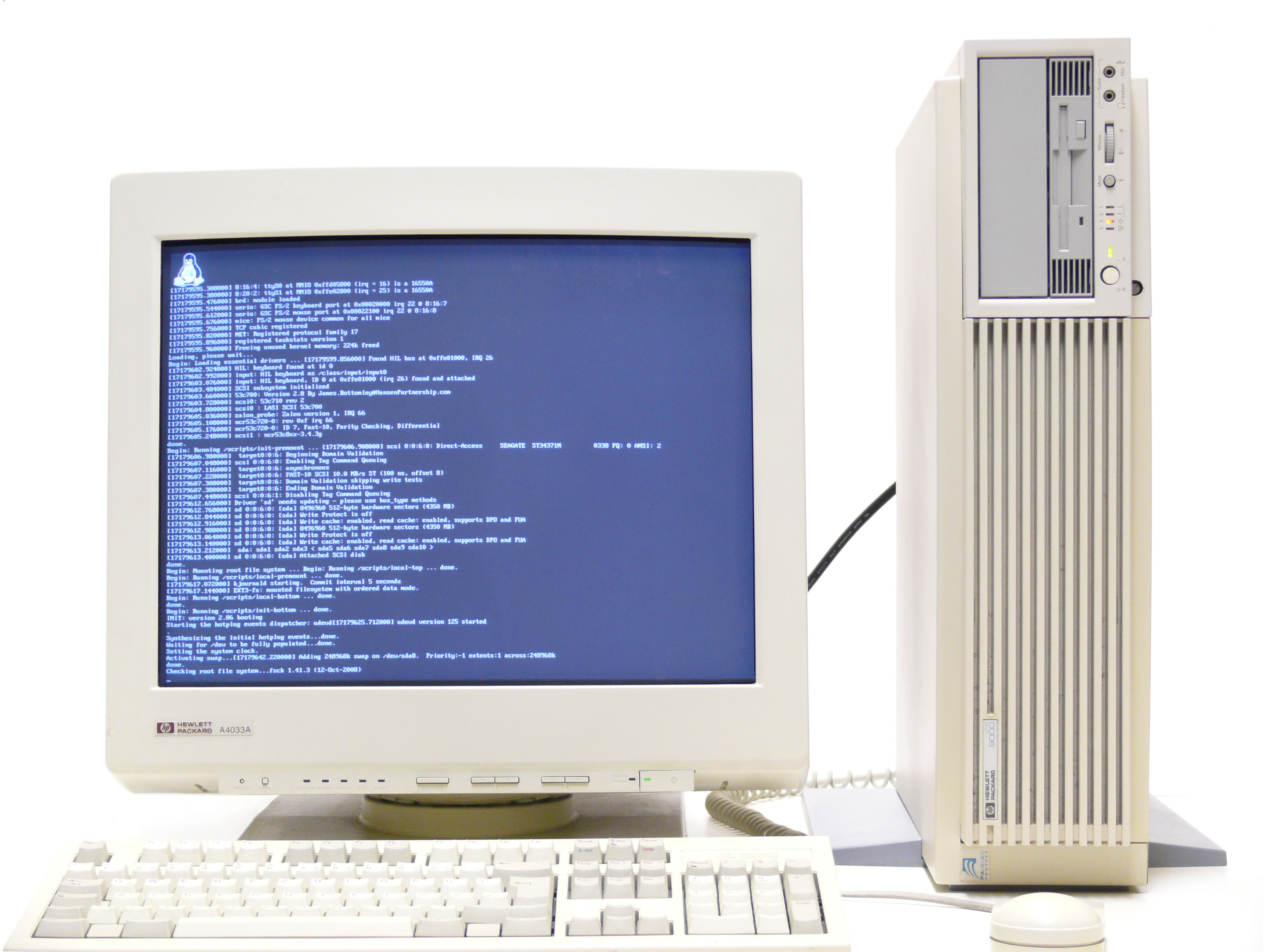
Estação de trabalho HP 9000 C110 PA-RISC inicializando o Debian Lenny.

Com o lançamento de Trixie, os portes oficiais são:
- amd64: Arquitetura x86-64 com espaço de usuário de 64-bit e suportando softwares de 32-bit
- arm64: Arquitetura ARMv8-A
- armel: Arquitetura ARM de pequena-extremidade (instruções em ARMv4T)[160] presente em diversos sistemas embutidos (interface binária de aplicação embutida (EABI em inglês)). Seu suporte terminou com o Buster
- armhf: Arquitetura de flutuação rígida ARM (instruções em ARMv7) que requer hardware com unidade de ponto flutuante
- i386: Arquitetura IA-32 com espaço de usuário de 32-bit, compatível com arquitetura x86-64[155]
- mips64el: pequena-extremidade com com MIPS de 64-bit
- mipsel: pequena-extremidade com com MIPS de 32-bit
- ppc64el: pequena-extremidade com arquitetura PowerPC que suporta CPUs POWER7+ e POWER8[161]
- riscv64: RISC-V de 64-bit[162]
- s390x: z/Architeture com espaço de usuário de 64-bit, que foi planejada para substituir o s390[163]

O Debian suporta uma série de dispositivos baseados em ARM e NAS. O NSLU2 rodava o instalador do Debian 4.0 e 5.0, e Martin Michlmayr provê a instalação de tars desde o Debian 6.0. Outros dispositivos suportados por NAS são o Buffalo Kurobox Pro,  GLAN Tank, Thecus N2100 e QNAP Turbo Stations.
Dispositivos baseados no sistema em um chip Kirkwood também possuem suporte, como o computador de plugue SheevaPlug e os produtos OpenRD. Há esforços para rodar o Debian em dispositivos móveis, mas ainda não foi criado um projeto pois os mantenedores do Debian Linux kernel não aplicaram os patches necessários. Mesmo assim, há pacotes para sistemas com recursos limitados.
Há esforços para que o Debian suporte pontos de acesso sem fio. O Debian é conhecido por rodar descodificadores. Também há esforços para dar suporte ao processador AM335x, que é usado em soluções de POS. O Debian pode ser customizado para rodar em caixas eletrônicos.

## Organização
As políticas e o foco do time é o processo colaborativo de desenvolvimento e teste de softwares. Como resultado, uma nova versão costuma a ser lançada a cada dois anos, além dos lançamentos de revisão, que corrige problemas de segurança e outros tópicos importantes. O projeto Debian é uma organização composta de voluntários, que se baseia em três documentos principais:
- O Contrato Social Debian define um conjunto de princípios básicos de como o projeto e os desenvolvedores devem pautar seus atos.[119]
- A Definição Debian de Software Livre define o significado de "software livre" e quais softwares podem ser distribuidos. O documento serve de base para a Definição de Código Aberto. Apesar de poder ser considerado um documento separado, ele faz parte do Contrato Social Debian.[119]
- A Constituição Debian descreve a estrutura organizacional e a lógica formal de tomada de decisão do projeto, além de enumerar os poderes e responsabilidades do líder de projeto, secretário e outros cargos.[30]

Os desenvolvedores do Debian organizam-se em uma rede de confiança. Atualmente, há cerca de mil desenvolvedores ativos, mas é possível contribuir sem ser um desenvolvedor oficial.
O projeto mantém grupos de notícias oficiais e conferências para a comunicação e coodernação entre os desenvolvedores. Para problemas como pacotes unitários e outras tarefas, foi criado um sistema público que detecta bugs, usado tanto pelos desenvolvedores quanto pelos usuários. O Internet Relay Chat é usado para a comunicação entre os desenvolvedores e para prover ajuda em tempo real.
O Debian se sustenta através de doações feitas por organizações autorizadas pelo líder de projeto. O maior doador é a Software in the Public Interest, dona da marca registrada Debian e organizadora das doações em geral. Ela serve como uma organização guarda-chuva para diversos projetos de software livre.
O líder de projeto é eleito uma vez ao ano pelos desenvolvedores. O líder possui poderes especiais e é o responsável por apontar pessoas para realizar tarefas especializadas, mas estes poderes não são absolutos. As pessoas apontadas pelo líder resolvem problemas de acordo com sua vontade, mas elas devem levar em conta os critérios técnicos e consenso. De acordo com a Resolução Geral, os desenvolvedores podem retirar o líder do cargo, reverter uma decisão, criar documentos de base ou realizar decisões vinculantes. O método de votação baseia-se no método de Schulze.
Ocasionalmente, a liderança do projeto é distribuida. Branden Robinson foi auxiliado pelo projeto Scud, mas havia preocupações que o grupo criaria duas classes distintas entre os desenvolvedores Debian. Anthony Towns criou o cargo de segundo em comando (2IC, em inglês), que compartilhava alguns dos poderes do líder. Steve McIntyre foi um 2IC e também foi auxiliado por um.
Outro cargo importante do projeto Debian é o gerenciador de versões. Seu time define os objetivos da próxima versão, supervisiona o processo de criação e define a data de lançamento. O time é liderado pelos gerenciadores da versões futuras e da versão estável. Os assistentes de versões foram introduzidos em 2003.

### Desenvolvedores
Muitas pessoas almejam ser desenvolvedores Debian. Estas pessoas precisam passar por um processo de veto, onde se estabelece suas identidades, motivações, entendimento dos princípios do projeto e competência técnica. O processo se tornou gradualmente mais difícil com o passar dos anos.
Os desenvolvedores Debian se juntam ao projeto por muitos motivos. Alguns deles são:
- Debian é o seu sistema operacional principal e eles gostariam de promovê-lo[195]
- Melhorar o suporte de seu software preferido[196]
- Envolvimento com um dos derivados do Debian[197]
- Desejo de contribuir com a comunidade do software livre[198]
- Para tornar o trabalho de manutenção do Debian mais simples[199]

Os desenvolvedores Debian podem sair de seus cargos a qualquer momento, ou serem expulsos, se necessário. Aqueles que seguem o protocolo de aposentadoria recebem o título de "emérito" e podem recuperar seu cargo por uma versão simplificada do processo de membros novos.

## Desenvolvimento
Cada pacote de software possui um mantenedor, que pode ser uma pessoa ou um time de desenvolvedores e não-desenvolvedores. Ele mantém o controle dos lançamentos upstream e garante que o pacote seja compatível com a distribuição e atenda os padrões de qualidade Debian. Os pacotes podem conter modificações introduzidas pelo Debian para seguir a Política Debian ou até mesmo para consertar bugs que não são responsabilidade do time, apesar dos desenvolvedores upstream serem avisados.
O mantenedor lança a nova versão ao carregar o pacote do sistema vindouro, que verifica a integridade de todos os pacotes e suas assinaturas digitais. Se o pacote for válido, ele é instalado no arquivo de pacotes em uma área chamada de "pool" e distribuido para centenas de mirrors espalhados pelo mundo. O pacote precisa ser assinado com softwares compatíveis com OpenPGP. Todos os desenvolvedores Debian possuem pares de chaves criptográficas. Eles são responsáveis por todos os pacotes carregados, mesmo que ele tenha sido preparado por outro contribuidor.
Inicialmente, um pacote aceito fica disponível apenas na versão unstable. Para ele se tornar um candidato para o próximo lançamento, precisa migrar para a versão testing ao obter os seguintes critérios:
- Esteve na versão unstable por determinado período de tempo, dependendo da urgência das mudanças
- Não possui bugs críticos para o lançamento, exceto por aqueles já presentes no testing. Estes bugs são os considerados sérios o suficiente para tornar o pacote inusável após seu lançamento
- Não há nenhuma versão obsoleta no unstable para nenhum porte de lançamento
- A migração não inutiliza nenhum pacote no testing
- Seus pacotes dependentes precisam estar todos no testing ou que sejam transferidos ao mesmo tempo
- Sua transferência não pode ter sido bloqueada por um congelamento

Logo, um bug crítico para o lançamento de uma nova versão de uma biblioteca compartilhada no qual muitos pacotes dependem pode não entrar no testing, pois a biblioteca também precisa cumprir os requisitos. Do ponto de vista da ramificação, o processo de mitigação acontece duas vezes ao dia, tornando assim o testing um beta perpétuo.
O time publica diretrizes periodicamente para os desenvolvedores para preparar o lançamento. Um novo lançamento ocorre após um período de congelamento, quando todos os softwares importantes são razoavelmente atualizados na ramificação testing, e outros problemas significativos são resolvidos. Eventualmente, todos os pacotes no testing vão para o stable. Apesar do período de congelamento ser regular, as datas de lançamento não são. Eles são anunciados pelos gerenciadores de versões com algumas semanas de antecedência.
Uma versão de pacote pode pertencer a mais de uma ramificação, normalmente em ambas testing e unstable. É possível que um pacote mantenha a mesma versão entre dois lançamentos mas continue fazendo parte do oldstable, stable, testing e unstable. Cada ramificação pode ser vista como uma coleção de indicadores no pool.
Uma maneira de resolver os bugs críticos para o lançamento em uma nova versão do aplicativo é o uso de gerenciadores de pacotes opcionais. Eles permitem que os desenvolvedores de software usem ambientes de caixa de areia e ao mesmo tempo mantém a segurança do sistema. Outro benefício é a possibilidade dos desenvolvedores de aplicativos lancem atualizações para os usuários sem que eles tenham que ir nas distribuições manualmente, ou sem precisar empacotar e testar o aplicativo separadamente para cada distribuição.

### Ciclo de lançamento
Um novo ramo stable do Debian é lançado aproximadamente a cada dois anos. Ele será atualizado com, entre outras coisas, pacotes de segurança e usabilidade por cerca de três anos. Lançamentos pontuais são disponibilizados após alguns meses, de acordo com o que foi determinado pelo Gerente de Lançamentos Estáveis.
O Debian também lançou o projeto Suporte de Longo Termo (LTS, em inglês) desde o Debian 6 (Squeeze). Cada lançamento Debian passou a receber dois anos de atualizações de segurança extras pelo time LTS após seu fim de vida. Mas não há lançamentos pontuais. Agora, cada Debian recebe cinco anos de suporte de segurança.

### Segurança
O Debian lida com a segurança através de revelação pública. Os consultores de segurança Debian são compatíveis com o dicionário do Common Vulnerabilities and Exposures, e normalmente são coordenados por outros vendedores de software e publicados no mesmo dia em que determinada vulnerabilidade se torna pública. Havia um projeto de auditoria de segurança focada em procurar bugs nos pacotes da versão stable. Steve Kemp, criador do projeto, se aposentou em 2011, mas voltou em 2014.
O ramo stable recebe suporte do time de segurança Debian, e o oldstable recebe suporte apenas por um ano. Apesar de oficialmente o Squeeze não receber suporte, houve uma iniciativa para dar suporte de longo prazo até fevereiro de 2016, cinco anos após seu lançamento, mas apenas para as plataformas IA-32 e x86-64. Testing recebe suporte do time de segurança testing, mas suas atualizações não são regulares, como no stable. A segurança do unstable é feita pelos gerenciadores de pacotes.
O projeto Debian oferece documentação e ferramentas para "endurecer" a instalação Debian tanto no modo automático quanto no manual. Suporte pela AppArmor está disponível e é o padrão do Debian desde a versão Buster. O Debian provê um "invólucro de endurecimento" opcional utilizando ferramentas gcc como código de posição independente e proteção contra estouro de buffer (diferente de sistemas operacionais como OpenBSD), mas não proteje todos os softwares, apesar de tentar cobrir o maior número de pacotes possível com marcadores.
Em maio de 2008, um desenvolvedor Debian descobriu que o pacote OpenSSL distribuido para o Debian e derivados, como o Ubuntu, criou uma série de chaves de segurança vulneráveis a ataque de gerador de números aleatórios, já que foram geradas apenas 32.767 chaves. A vulnerabilidade foi causada por mudanças feitas em 2006 por outro desenvolvedor Debian responsável pelos avisos dos depuradores de memória. O procedimento de solução da vulnerabilidade foi bastante desajeitado, pois apenas corrigir os problemas de segurança não foi o sucifiente. Todas as chaves e certificados afetados precisaram ser restaurados.

### Valor
O custo para desenvolver todos os pacotes inclusos no Debian 5.0 Lenny (323 milhões de linhas de código) foi estimado em cerca de US$ 8 bilhões, usando um método baseado no modelo COCOMO. Em 2016, a Black Duck Open Hub estimou que o desenvolvimento da base de código daquele ano (74 milhões de linhas de código) custaria cerca de US$ 1.4 bilhão, usando outro método baseado no modelo COCOMO.

## Bifurcações e derivações
Com o passar dos anos, surgiram inúmeras bifurcações e derivações do Debian. Entre as mais notáveis estão o Ubuntu, lançado em 2004 e desenvolvido pela Canonical Ltd., que superou o Debian em popularidade com usuários de desktop, Knoppix, lançado em 2000, e foi uma das primeiras distribuições a otimizar a inicialização do sistema por uma memória externa, e Devuan, que ganhou notoriedade em 2014 quando bifurcou do Debian por discordâncias pela adoção do pacote de software systemd, e vem copiando os lançamentos do Debian desde 2017. O Linux Mint Debian Edition (LMDE) usa o Debian stable como fonte de software desde 2014.

### Derivados e sabores
Debian é uma das distribuições Linux mais populares, e seu código foi usado na criação de muitas outras distribuições. Em 2021, o DistroWatch listou 121 derivados do Debian ativos. O projeto Debian provê às suas derivações orientações de boas práticas e as encorajam a se fundirem novamente com o Debian.
Os Debian Pure Blend são subconjuntos de lançamentos Debian configurados para usuários com interesses e habilidades em particular. Por exemplo, o Debian Jr. foi criado para crianças e o Debian Science para cientistas e pesquisadores. "Debian Blend" (Sem o "Pure") é um termo para distribuições baseadas em Debian que almejam ser parte dos lançamentos mainstream, e têm suas características extras incluidas no futuro.

### Debian GNU/Hurd

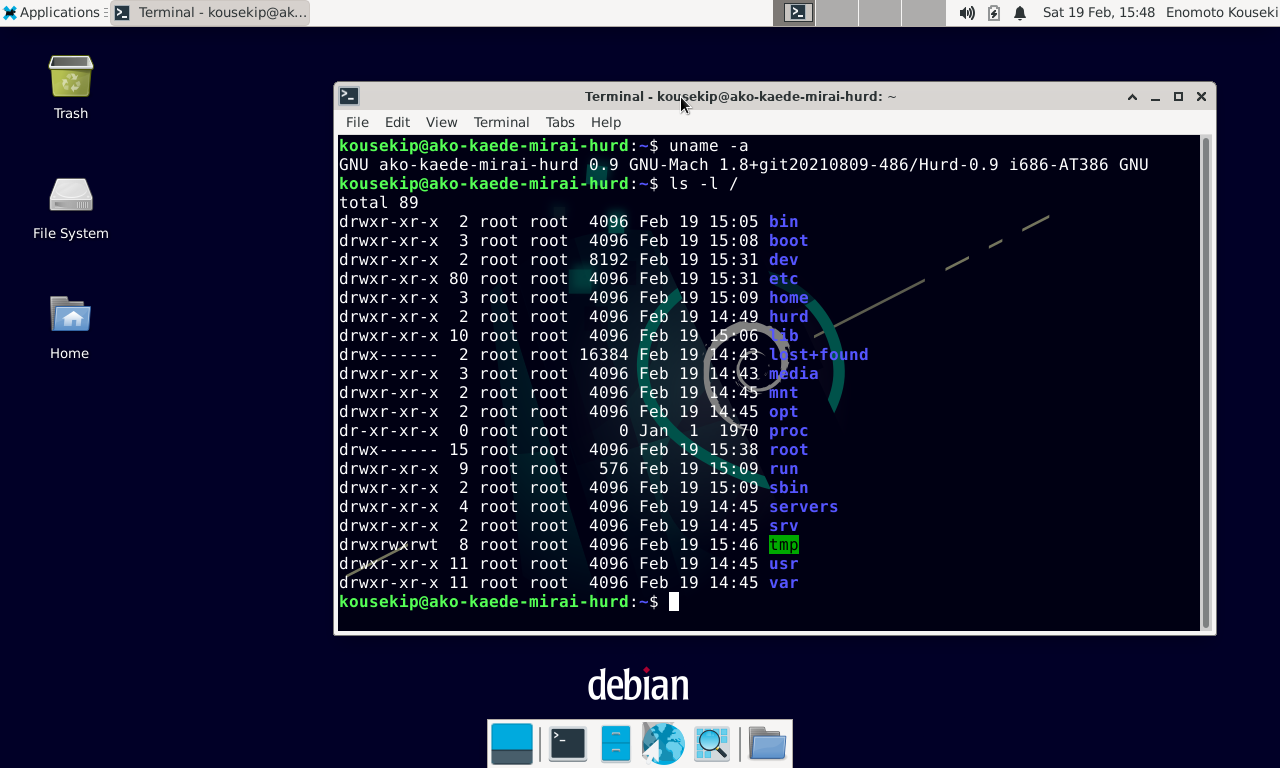
Debian GNU/Hurd rodando no Xfce.

Logotipo do GNU Hurd.

Debian GNU/Hurd é um sabor baseado no sistema operacional Hurd (que por sua vez roda no micronúcleo GNU Mach) ao invés de Linux. O sistema operacional está em desenvolvimento desde 1998 e estreou em maio de 2013, com 78% dos pacotes de software para Debian GNU/Linux transferidos para GNU Hurd. Hurd ainda não é um lançamento Debian oficial, e é mantido e desenvolvido por uma porta não-oficial. Debian GNU/Hurd é distribuido por um CD de instalação (que roda no instalador oficial Debian) ou pode ser rodado em uma imagem de disco virtual (CD- ou USB-executável). O CD usa arquitetura IA-32, sendo compatível com computadores IA-32 e x86-64. A versão atual do Debian GNU/Hurd foi lançada em junho de 2023.

### Debian GNU/kFreeBSD

Logotipo do Debian GNU/kFreeBSD.

O Debian GNU/kFreeBSD é um sabor Debian descontinuado. Ele usava núcleo FreeBSD e espaço de usuário GNU. A maior parte dos softwares do Debian GNU/kFreeBSD possuem as mesmas fontes do que os do Debian, com alguns pacotes de núcleo vindos do FreeBSD. O k em kFreeBSD é uma abreviação de kernel (núcleo), que refere-se ao núcleo FreeBSD. Antes de ser descontinuado, o Debian mantinha portes i386 e amd64. Sua última versão foi o Debian 8 (Jessie) RC3. Seu lançamento oficial foi em 2002. O sabor foi incluido no Debian 6 (Squeeze) como uma pré-visualização e no Debian 7 (Wheezy) como uma porta oficial. Foi descontinuado como uma plataforma suportada oficialmente pelo Debian 8 já que seus desenvolvedores citaram OSS, pf, jails, NDIS e ZFS como razões pelo interesse no núcleo FreeBDS. Desde o Debian 8, parou de receber atualizações. A partir de julho de 2019, o sistema operacional passou a ser mantido de forma não-oficial. Em julho de 2023, o desenvolvimento do Debian GNU/kFreeBSD foi oficialmente descontinuado por falta de interesse dos desenvolvedores.